# Tendências de mercado

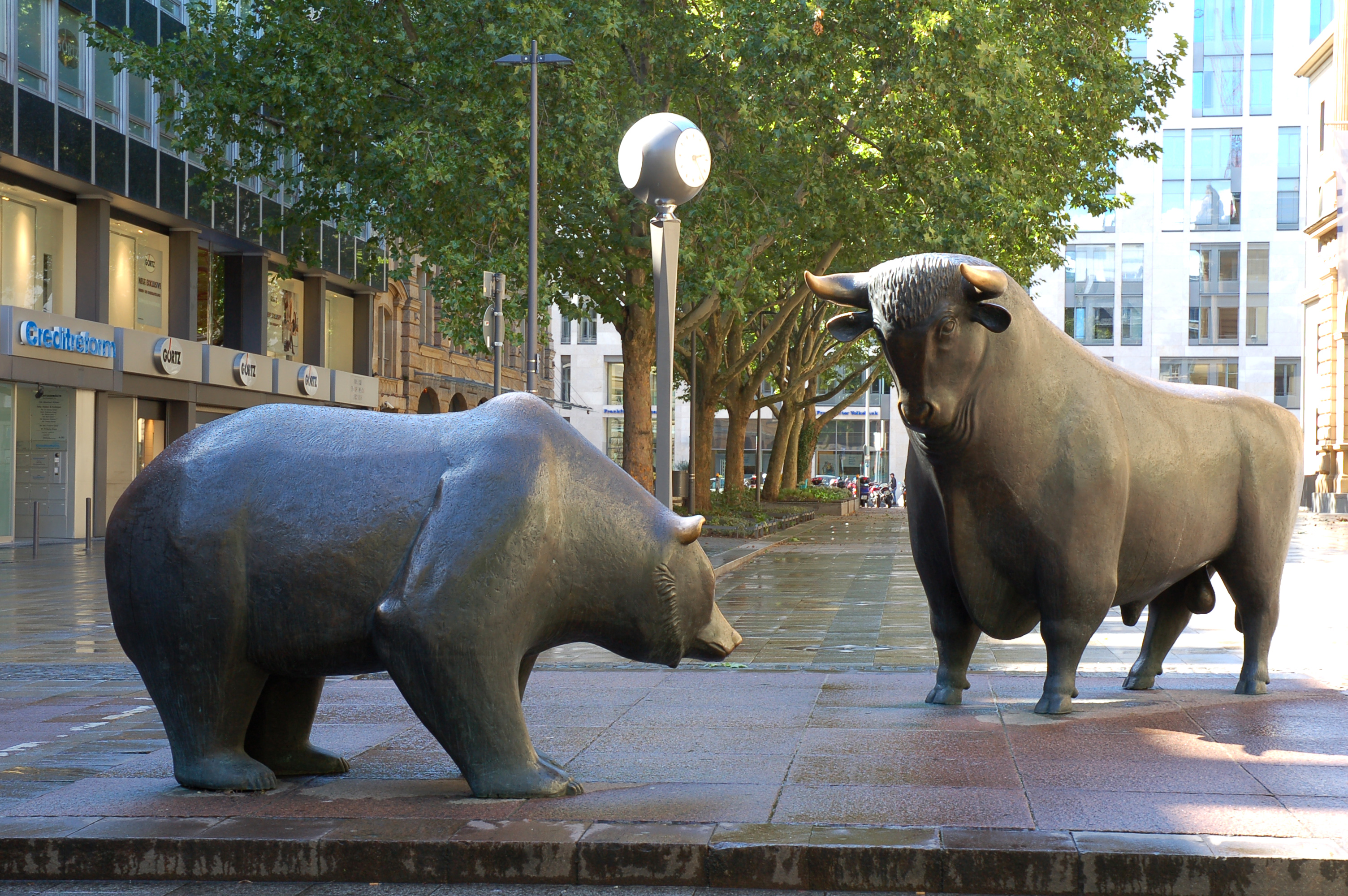
O touro e o urso, símbolos do mercado financeiro, em frente à Bolsa de Frankfurt.

As tendências do mercado financeiro são descritas como movimentos  nos preços de mercado, que se sustentam por um certo período (a curto prazo ou a longo prazo). A hipótese das tendências do mercado financeiro é um dos principais componentes da análise técnica dos mercados financeiros  e amplamente aceita entre os investidores de Wall Street.
Os termos tendência em alta (em inglês, bull market) e tendência em baixa (em inglês, bear market) foram documentados pela primeira vez por Thomas Mortimer em seu livro Every Man His Own Broker  em 1761 e descrevem movimentos ascendentes ou descendentes, respectivamente, e podem estar relacionados tanto ao mercado de ações como um todo, às ações de determinada empresa, a um ramo de atividade ou a uma commodity. Bull e bear, o touro e o urso, são há séculos na língua inglesa, símbolos do bom andamento (o touro) ou do mau andamento (o urso) do mercado de ações.
A analogia com os animais é feita de acordo com a forma em que eles atacam suas vítimas. O touro as joga pra cima (tendência de alta) e o urso joga suas vítimas no solo (tendência de baixa).